# ويليام شيجا
ويليام شيجا (28 أبريل 1947 - 4 أكتوبر 2014) كان سياسيًا تنزانيًا وأمينًا عامًا سابقًا للرابطة البرلمانية للكومنولث بين عامي 2007 و 2014. كما عمل كعضو في البرلمان الأفريقي للاتحاد الأفريقي.

## النشأة والوظيفة
قبل دخول السياسة عمل شيجا كموظف ومدرس. بعد حصوله على التعليم العالي في الهند والولايات المتحدة قام بتدريس الاتصالات في تنزانيا.

## السياسة
كان شيجا عضوًا في الجمعية الوطنية لتنزانيا من عام 1990 إلى 2005. وخلال هذه الفترة شغل مناصب وزير العلوم والتكنولوجيا والتعليم العالي ووزير الإعلام والإذاعة ووزير الطاقة والمعادن وووزير الصناعة والتجارة. كان عضوًا في البرلمان الأفريقي في عامي 2004 و2005 وترأس لجنة التعليم والثقافة والسياحة والموارد البشرية. تم تعيينه كأول أمين عام أفريقي للرابطة البرلمانية للكومنولث في 9 سبتمبر 2006 وتولى المنصب في 1 يناير 2007، واستمرت ولايته حتى عام 2014.

## الحياة الشخصية
كان شيجا متزوج ولديها خمسة أطفال. عندما تولى منصب الأمين العام لاتفاقية السلام الشامل كان يعيش في لندن. كان الدكتور شيجا راعيًا لجمعية خيرية في ويلز تعمل على نطاق واسع في تنزانيا.

## الوفة
توفي في 4 أكتوبر 2014 في لندن. ودفن في قريته نيامباندي في منطقة سينجيريما بمنطقة موانزا.